# Історія Волощини

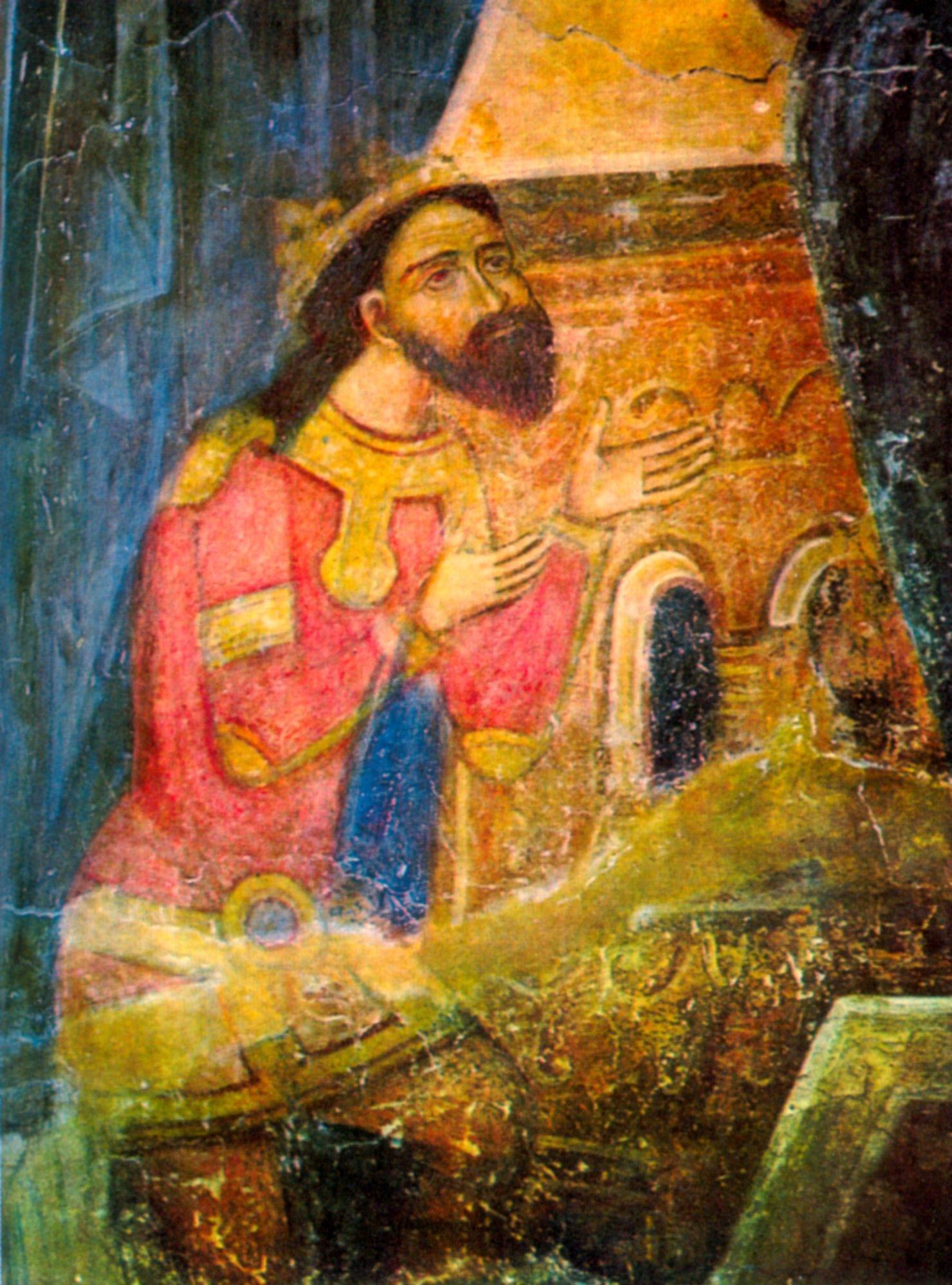
Басараб I молиться за перемогу в битві при Посаді після програшу в битві під Вельбуждом.

Волоське князівство було суверенним з 1330 по 1861 рік.
До 1330 року, коли відбулися два ключові військові зіткнення за участю волоського воєводи Басараба I, у письмових джерелах згадуються різні місцеві правителі з території Волощини. Однак ці відомості мають фрагментарний або легендарний характер. Водночас немає підстав стверджувати, що ці воєводи мали реальну незалежність чи прагнули автономії від центральної влади, яка на той час перебувала в Тирновграді (сучасне Велико-Тирново).
Усі волоські володарі або господарі до початку правління цим районом фанаріотів після походу на річку Прут, називались першим ім'ям «Іван» на честь правителя Івана Асена II, який підкреслював безперервність та легітимність їхньої влади. Останнє свідчить про те, що район був і вважався невід'ємною частиною та продовженням державної традиції Другої Болгарської держави. В останньому розумінні є лінгвістичні дані від офіційних письмових актів волоських володарів до початку правління фанаріотів, а також від XVIII століття. На їх основі простежується поступовий перехід від середньоболгарської мови до реконструйованої сучасної письмової норми болгарської мови.

## Фізико-географічна історія та історична методологія хронології
У середні віки окремі райони району сильно відрізнялися від сучасних. Західну частину Мунтенії до річки Олт, включаючи Бухарест та околиці, займав Кодрій Власеї. На схід від лісу знаходився незаселений степ Барагана, який разом із сусідньою Добруджею був незаселеним або надзвичайно малолюдним, а поселення розташовувалися вздовж Дунаю або біля підніжжя Карпат. В Олтенії, на відміну від Мунтенії, життя кипіло, і король Угорщини разом із правлячим Відинським деспотатом регулярно претендував на цей регіон. Олтенія була відома як Северин Банат. У цьому контексті слід враховувати той факт, що в період 1718—1739 рр., або від Пассаровіцького договору до Белградського договору, Ольтенія була частиною Священної Римської імперії.
Методологічно історію району можна поділити на такі періоди:
1. Період диференціації — від битви під Вельбуждом і битви при Посаді до 1417 року, коли Мірча Старший був визнаний васалом османського султана, і область де-юре отримала статус автономії;
2. Буферний період — з 1417 по 1526 рік або до битви при Мохачі, під час якої район служив буфером і був предметом суперечок між Османською імперією та Угорським королівством;
3. Період становлення — від кінця середньовічного угорського королівства до кінця правління Олександра II Мірчі;
4. Період міжусобиць — характеризується боротьбою за владу між латинськими групами ставлеників Валіде Султанів та Майкла Кантакуценоса Шейтаноглу та Андроніка Кантакуценоса. Цей період збігається з так званим Жіночий султанат;
5. Період стабілізації та процвітання, починаючи з початку правління Матея Басараба і закінчуючи стратами Константина Бранковяну та Штефана Кантакузіно. Цей період збігся з піднесенням і правлінням родини Кепрюлю;
6. Період фанаріотів, який розділений на дві частини договором Кючука Кайнарці, після чого Російська імперія почала втручатися безпосередньо у владу Волощини;
7. Конституційний період російського панування — від прийняття Regulamentul Organic до Паризького договору (1856);

У 1856—1862 рр. Волощина втратила самостійний вигляд, ставши ядром майбутньої Румунії.

## Період диференціації

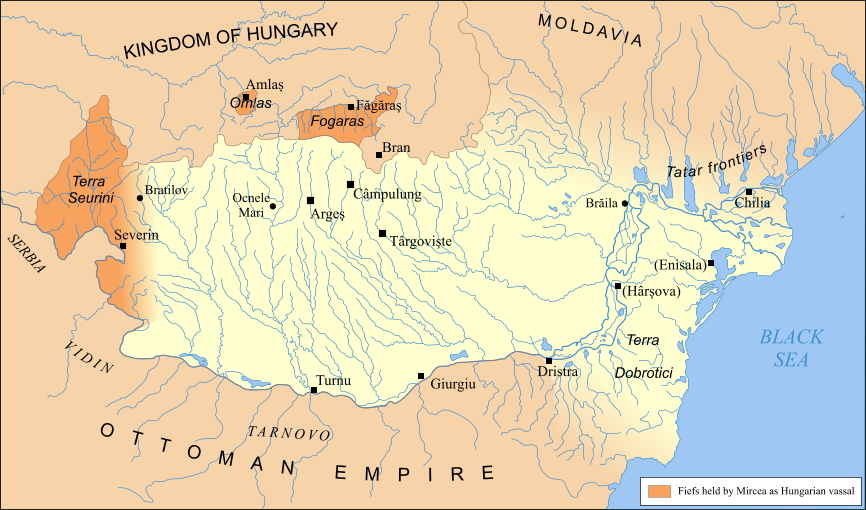
Земля під владою Господаря Мірчі Старшого (1397—1417).

У 1323 р. деспот Видинський — Михайло I Шишман був обраний царем болгар боярською радою. Він одружений з Ана-Недою, дочкою Стефана Мілутіна та сестрою короля Стефана Дечанського, яка така була з попереднього року. Стефан Дечанські та Михайло Шишман дуже добре знають одне одного, бо були молодими заручниками при дворі Золотої Орди. Між ними існує незадекларована боротьба за владу у вже розгорнутій візантійській громадянській війні 1321—1328 років, в якій Шишман вийшов переможцем. Під час громадянської війни у Візантії Шишман розлучився зі своєю дружиною та сестрою Дечанськими та одружився з сестрою Андроніка III Палеолога — Теодорою Палеологіною з Болгарії, як вираз нової зовнішньополітичної лінії. Битва при Вельбажде кардинально змінила підсумки візантійської громадянської війни, і серед воєвод Шишмана був Басараб I. Очевидно, щонайменше Олтенія раніше з Видина, а після 1323 і Мунтенія була під владою Шишмана, а волоський воєвода опинився в програвшому таборі. У наступній битві під зустріччю Вельбажда в районі Мраки про волоського воєводу не згадували особисто, що свідчить про те, що на той час він не був основним політичним та військовим фактором.
Король Угорщини, усвідомивши новини та підсумки битви під Вельбахдом, вторгся у Волощину, мабуть, бажаючи, щоб Угорщина придбала не лише ці землі, а й вихід до Чорного моря. Басараб I був змушений скликати ополчення через неможливість підтримати Велико Тирново або Видин з військовим контингентом і зумів перемогти в битві під Посадою, що свідчить і доводить, що навіть сама по собі ця територія здатна впоратися з угорською загрозою і країна отримала назву Угро-Волощина — на відміну від Великої Волощини (Фессалійська рівнина).
Важливість волоського воєводи і вже фактично господаря зросла в політичному та військовому відношенні після 1330 року, і волоський воєвода вступив у династичні союзи з Велико-Тирново, Видином, Скоп'є (Анна Волощина, імператриця Сербії). Однак до облоги Тирново з подальшою стратою болгарія Івана Шишмана волоські воєводи засвідчували вірність і громадянство до Царства Тирнова, який на той час був відомий як Загора. Волоський воєвода та господар Мірча Старший у цьому сенсі та контексті відмовився визнати себе османським васалом, і після цього відбулася знаменита битва при Ровіне. Незважаючи на двадцять років опору, врешті-решт у 1417 р. волоський воєвода все-таки визнав османський суверенітет над Угро-Волощиною.

## Період буфера
У період з 1417 по 1526 р. Волощина відігравала роль буферної та спірної зони між Османською імперією та Угорським королівством. Відтоді виділяються фігури Яноша Хуньяді та Влада Дракула. Конфлікт виникає в результаті ослаблення Османської імперії після Османської міжцарівої.

## Період створення

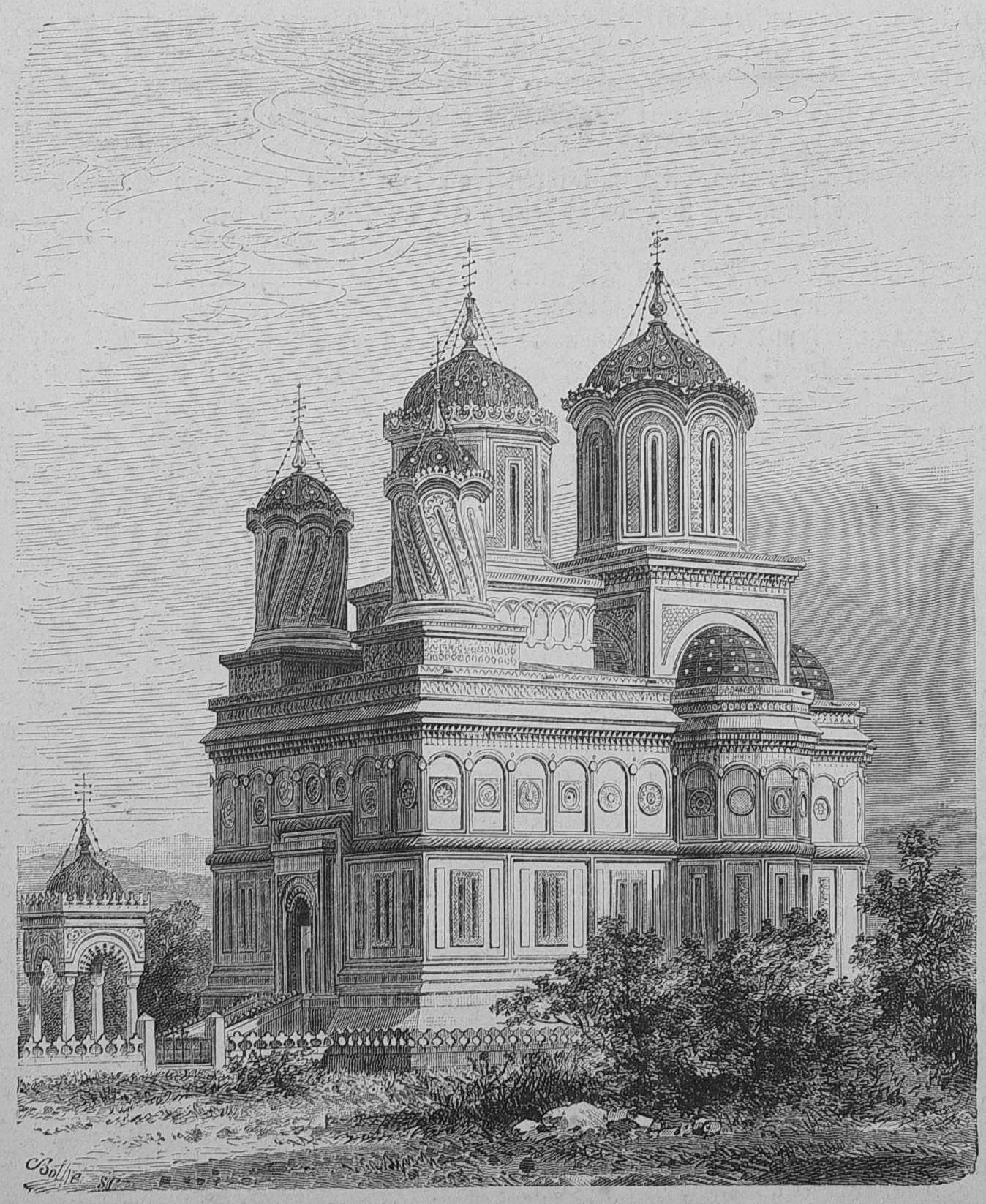
Собор Куртеа де Арджеш.

За часів Сулеймана Пишного та Селіма II Волощина з її правителями та володарями зміцнилася і набула повного вигляду православної країни, номінально під владою османського султана, падишаха та халіфа. Пам'ятником того часу є собор Куртеа де Арджеш.

## Період міжусобиць
Це був неспокійний період, протягом якого представники та союзники родини Кантакузино, починаючи з могутнього магната Михайло Кантакуценоса Шейтаноглу, зміцніли у Волощини. Найвидатніший їх представник — Михайло Хоробрий. Це час і довгої турецької війни. Кінець цього періоду ознаменувався Сучавським походом Тимоша Хмельницького.

## Період стабілізації та процвітання
Друга половина 17 століття — це свого роду другий золотий вік для Волощини або час, коли місцева культурна традиція набуває завершеного вигляду, вираженням якого є так званий Бринковянський стиль. Цей час також називають влаським Відродженням з посиланням на попереднє 16 століття. Кінець періоду ознаменувався Великою турецькою війною з битвою при Зернесті.

## Фанаріотський період
Карловицький договір і Константинопольський договір з подальшим дезертирством Димитрія Кантеміра створили серйозний виклик російському православному впливу в поєднанні з небезпекою анексії з приєднанням до Російської імперії, проголошеною 22 жовтня 1721 р. змусив центральний уряд у Константинополі почати безпосередньо нав'язувати місцевих правителів і панів через боярський собор. Остання стикається з Валахією нестабільністю та розоренням. Занепад Османської імперії збільшив фіскальний тягар, і врешті-решт, із закінченням Семирічної війни, дипломатичною революцією та правлінням Катерини II, Волощина не лише отримала російський вплив, але епізодично окупувала російську армію.
Окрім російського проникнення, було ще й австрійське, оскільки в період 1718—1739 рр. Ольтенія перебувала під владою Священної Римської імперії. Загалом з 1718 р. уряд і ситуація в країні були дуже нестабільними і неспокійними.

## Конституційний період російського панування
Наполеонівські війни, Віденський конгрес, Грецька війна за незалежність та Адріанопольський договір (1829) запровадили новий порядок у Волощини через Regulamentul Organic. Країна модернізувалася дуже швидко, але російський вплив зустрів об'єднаний європейський опір ззовні та волоську революцію 1848 р. зсередини. Зрештою, Кримська війна відігнала країну від російського впливу, щоб відрізати Росію від прагнень до Константинополя та Чорноморські протоки (Босфору і Дарданеллах), що врешті-решт ознаменувало кінець незалежності Волощини та початок нової румунської нації.